# Vivianna Torun Bülow-Hübe

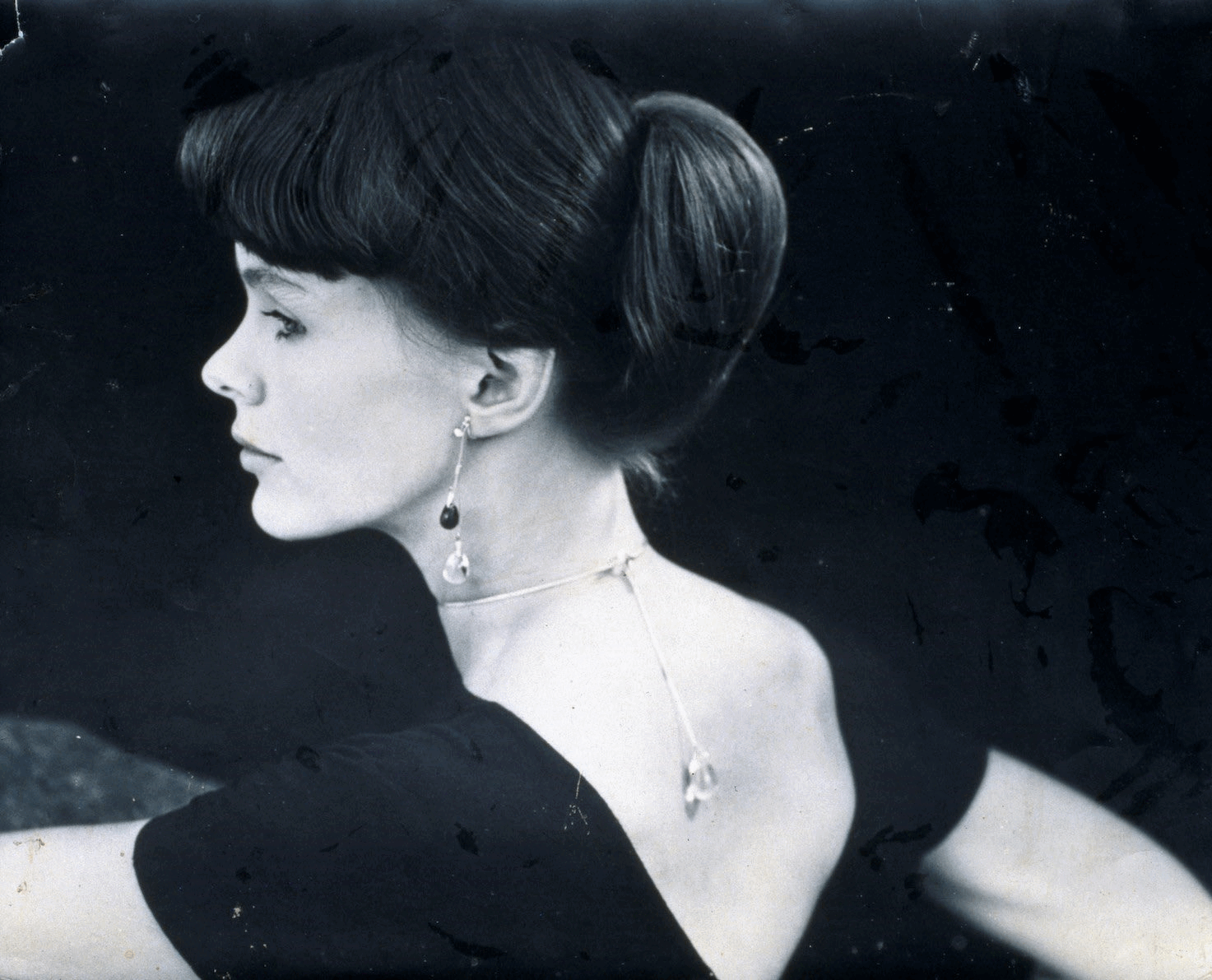
Torun Bülow-Hübe 1959.

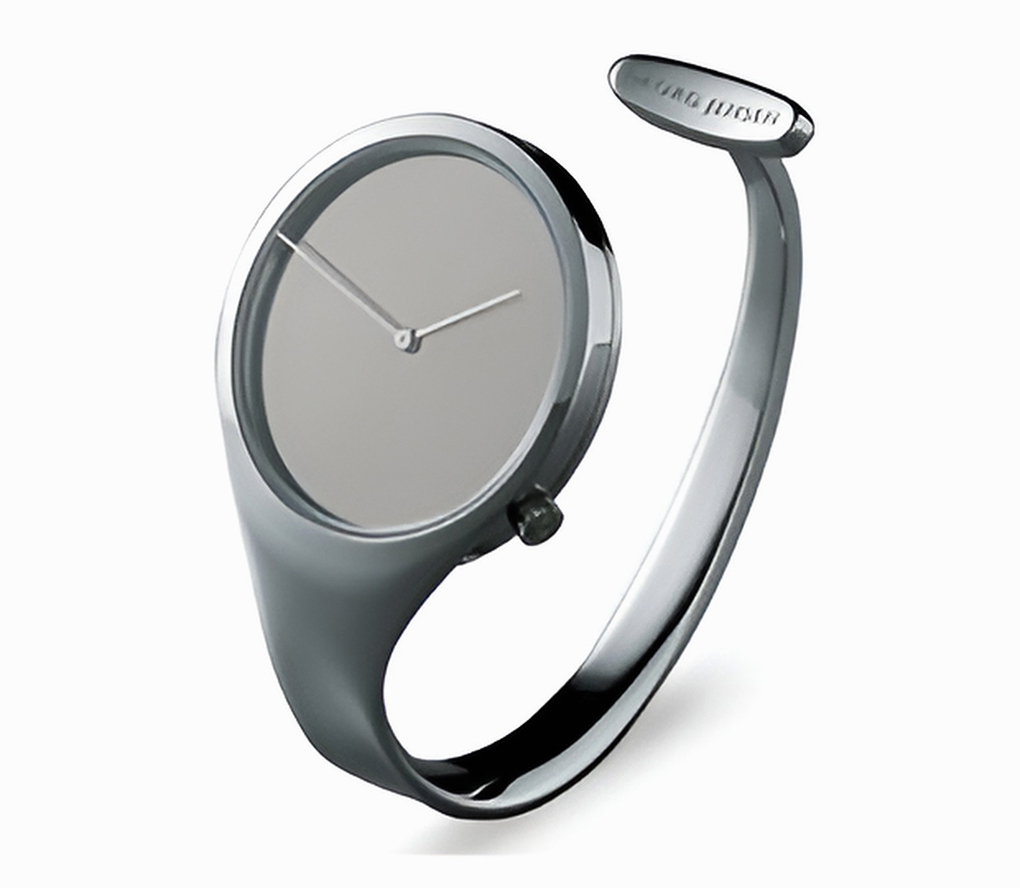
Vivianna von Torun Bülow-Hübe 1962.

Vivianna Torun Bülow-Hübe (* 4. Dezember 1927 in Malmö; † 3. Juli 2004 in Kopenhagen) gilt als die bedeutendste skandinavische Schmuckdesignerin nach dem Zweiten Weltkrieg und die erste Frau, die als Silberschmiedin Weltruhm erlangte. Zu ihren wichtigsten Werken zählen die Armbanduhr „Vivianna“, der Armreif „Möbius“ und die als „Dew Drop“ bekannt gewordenen Ohrhänger und Halsreifen (Georg Arthur Jensen).

## Leben
Torun Bülow-Hübe war das jüngste von vier Kindern einer Künstler- und Architektenfamilie in Malmö und studierte von 1945 bis 1950 an der Konstfack, der schwedischen Kunsthochschule in Stockholm. 1956 ging sie nach Paris, wo sie unter anderem für Brigitte Bardot, Ingrid Bergman und Billie Holiday Schmuck gestaltete. Sie lernte Picasso kennen, der sie einlud, in seinem Museum in Antibes 1958 eine eigene Ausstellung zu halten. Sie zierte den Titel der Vogue und eroberte Paris mit ihrem ungewöhnlichen, edlen Schmuck, der den weiblichen Körper in organischen Formen umschmeichelt. Ihre Neuinterpretation von Schmuckdesign stellte einen radikalen Bruch mit den bisherigen Konventionen dar. Am Strand von Antibes sammelte sie Steine und kombinierte sie mit Silber, dem klassischen Schmuckmaterial Skandinaviens.
Seit 1967 werden ihre Werke von der Georg-Jensen-Silberschmiede in Kopenhagen gefertigt. Nach Georg Jensen selbst gilt Torun Bülow-Hübe als bedeutendste Georg Jensen-Designerin. Ihr Schmuck befindet sich u. a. im Museum of Modern Art in New York City, dem Schwedischen Nationalmuseum in Stockholm, dem Musée des Arts Décoratifs, Montréal, dem Musée des Arts Décoratifs Le Louvre, Paris, in The Worshipful Company of Goldsmiths, London, und in der Pinakothek der Moderne, München.
1966 wandte sich Torun Bülow-Hübe der Subud-Bewegung zu und nahm den zweiten Vornamen "Vivianna" an. Mit ihren beiden jüngsten Kindern Ira (* 1956) und Marcia (* 1963) zog es sie 1968 für ein Jahrzehnt nach Wolfsburg, Deutschland, bevor sie 1978 nach Jakarta, Indonesien ging, wo sie sich fast 25 Jahre lang für soziale Projekte engagierte und weiterhin in einer eigenen Werkstatt arbeitete. Nach Erkrankung an Leukämie kehrte sie 2003 nach Kopenhagen zurück, wo sie am 3. Juli 2004 verstarb.

## Auszeichnungen
- 1954 Silbermedaille auf der 10. Triennale di Milano
- 1960 Goldmedaille auf der 12. Triennale di Milano
- 1960 Lunning-Preis
- 1965 Schwedisches Staatsstipendium
- 1992 Prinz-Eugen-Medaille, Schweden
- 1996 Ehrenbürgerschaft von Biot, Frankreich
- 1998 Design Plus Award, Frankfurt